# ディプロモナス
ディプロモナス類 (Diplomonada) は、嫌気的な環境に棲息する単細胞の鞭毛虫の一群である。重複鞭毛虫、双子鞭毛虫、ディプロゾア (Diplozoa) とも言う。分類学上は目をあて、これまでに50種以上が知られている。寄生性で脊椎動物に対して病原性を持つヘキサミタやランブル鞭毛虫が代表的だが、自由生活性のものも知られている。

## 形態
ディプロモナス類の細胞は、核とそれに付随する2対4個の基底小体 (basal body) および鞭毛から成る、カリオマスティゴント（karyomastigont、核鞭毛系）という構造を特徴としている。カリオマスティゴントの鞭毛のうち1本は常に後方へ延びていて、たいていは細胞口 (cytostome) と関係している。また基底小体のうち1つは核の窪みに収まっている。このようなカリオマスティゴントが1細胞中に2つ左右対称になったものが典型的なディプロモナス類であるが、普通は1つのカリオマスティゴントが単独で個体となっているエンテロモナス類もここに含める。
細胞の形は様々で、大きさは数μｍ程度から大きいものでは10μｍを超えるものもある。鞭毛は8本のものが多いが、エンテロモナス類では4本かもっと少ない。典型的なミトコンドリアを欠いているが、マイトソームと呼ばれる痕跡的なオルガネラが存在する。ゴルジ体も常にあるわけではなく、生活環の一時期だけで発達する。

## 生態
寄生性のものが有名だが自由生活性のものもある。自由生活性のものは有機物に富み酸素に乏しい水環境（底部の堆積、よどんだ溜め池、沼地、汚水処理施設など）に棲息し、遊泳して細胞口で細菌や動植物の死んだ細胞を摂食している。寄生性のものは主に脊椎動物の腸や総排泄腔に棲息するが、他の器官や血中に侵入することもある。また軟体動物や昆虫に寄生するものもある。たいていはさしたる病原性を示さないが、ランブル鞭毛虫のように病原性を示すものもある。

## 分類

### 現在の分類
ディプロモナス目には、1科のみがあり、2亜科に分かれる。
- フォルニカータ Fornicata
  - ディプロモナス目 Diplomonadida
    - ヘキサミタ科 Hexamitidae
      - ヘキサミタ亜科 Hexamitinae - Enteromonas、ヘキサミタ Hexamita、スピロヌクレウス Spironucleus、Trepomonas、Trimitus。
      - ジアルジア亜科 Giardiinae - ジアルジア Giardia、Octomitus。

  - レトルタモナス目 Retortamonadida
  - ‘Carpediemonas-like organisms’

ヘキサミタ亜科は、細胞口があり、代替的な遺伝子暗号を使っている（TARコドンが停止ではなくグルタミン）。一部は、2次的に、カリオマスティゴントが1つしかない。ヘキサミタやスピロヌクレウスは鳥類や魚類のヘキサミタ症の病原体として重要である。
ジアルジア亜科は、細胞口がなく、全て寄生性。下痢を引き起こす人獣共通の病原体としてジアルジアが重要である。

### 分類史
ディプロモナス目は、古典的な分類体系では動物性鞭毛虫綱に含めていたが、分子系統解析によればエクスカバータのうちフォルニカータと呼ばれる系統に属している。フォルニカータは真核生物の中では比較的原始的な系統だと考えられている。
ディプロモナス類はもともと核と細胞口を2つずつ持つことを特徴として認識され、古くは両口類 (Distomata Klebs, 1892) と呼ばれていた。しかしジアルジアには細胞口がないことから、後にディプロゾアあるいはディプロモナスと改名された。1970年代になり、電子顕微鏡観察でエンテロモナス類がディプロモナス類とよく似た微細構造上の特徴（カリオマスティゴント）を持っていることが明らかになり、ディプロモナス目の中の亜目として含められるようになった。これが分子系統以前に主に使われていた分類体系であり、エンテロモナス類が重複してヘキサミタ類が生じ、さらに細胞口を失ってジアルジア類が生じたと考えられてきた。
- エンテロモナス亜目 Enteromonadina
  - エンテロモナス科 Enteromonadidae - 細胞がカリオマスティゴント1つからなり、細胞口が1つある。Enteromonas、Trimitus、Caviomonas の計3属13種以上が知られている。
- ディプロモナス亜目 Diplomonadina
  - ヘキサミタ科 Hexamitidae - 細胞がカリオマスティゴント2つからなる。
    - ヘキサミタ亜科 Hexamitinae - 細胞口が2つある。Trepomonas、Trigonomonas、Gyromonas、Hexamita、Spironucleus の5属があり計30種以上が知られている。
    - ジアルジア亜科 Giardiinae - 細胞口がない。Octomitus、Brugerolleia、ジアルジア Giardia の3属に10種以上が知られている。

しかし1990年代以降の遺伝暗号表の研究や分子系統解析では、カリオマスティゴントの数よりも細胞口の有無の方がより上位の分類形質であるという結果になっている。まずジアルジア亜科では普遍暗号表を用いていて祖先的であるのに対し、ヘキサミタ亜科では普遍的には終止コドンであるはずのTAAおよびTAGがグルタミンを指定している。一方分子系統解析で、エンテロモナス類はヘキサミタ亜科のうちHexamita属に非常に近縁であることが示されている。したがって従来の仮説とは全く逆に、ジアルジア類が祖先的で、そこからヘキサミタ類が生じ、その中で「半分に」なったのがエンテロモナス類ということになる。このため、上に示した分類体系は、こうした研究成果を反映して組み換えられた。